# Ammophila sjoestedti
Ammophila sjoestedti là một loài côn trùng cánh màng trong họ Sphecidae, thuộc chi Ammophila. Loài này được Gussakovskij miêu tả khoa học đầu tiên năm 1934.